# Vernon (Wisconsin)
Vernon – miasto w Stanach Zjednoczonych, w stanie Wisconsin, w hrabstwie Waukesha.